# 安平贵
安平贵（?—1950年8月28日），江苏无锡人，国民党保密局王牌杀手。曾于1949年10月与欧阳钦和刘全德等6人，一同从台湾被派往上海谋划参与刺杀中共领导人，时任上海市市长陈毅。后因计划败露，而遭中共方面逮捕和处决。1971年3月，请入位于台北的国民革命忠烈祠。

## 影视形象
| 演員   | 作品     | 年份 | 类型   |
| 释臣伟 | 破晓东方 | 2022 | 电视剧 |